# Quièvrecourt
Quièvrecourt é uma comuna francesa na região administrativa da Normandia, no departamento de Sena Marítimo. Estende-se por uma área de 4,01 km². Em 2010 a comuna tinha 455 habitantes (densidade: 113,5 hab./km²).